# Ермолино (городской округ Истра)
Ермолино — деревня в Ермолинском сельском поселении Истринского района Московской области. Население — 22 чел. (2010), в деревне 2 улицы, зарегистрировано 1 садовое товарищество.
Расположено на правом берегу реки Песочная, примерно в 2 км на север от Истры, высота над уровнем моря 180 м.

## Население
| 2002 | 2006 | 2010 |
| ---- | ---- | ---- |
| 7    | ↗9   | ↗22  |